# Karaudia
Karaudia fou un estat tributari protegit, un dels thakurats garantits de l'agència de Malwa a l'Índia central. la capital era Karaudia o Karodia al districte de Satna a l'estat de Madhya Pradesh, Índia. La superfície era de 26 km² i la població de 1.469 habitants el 1901. Els ingressos s'estimaven en vuit mil rúpies.
El sobirà portava el títol de thakur i era un rajput jadon.